# マシュー・ベルチャー
マシュー・マット・ベルチャー（Mathew "Mat" Belcher、1982年9月20日 - ）は、オーストラリアのセーリング選手（スキッパー）。オリンピックセーリング男子470級において2度の金メダルを獲得している。
東京オリンピックの閉会式では、オーストラリア選手団の旗手も務めた。470世界選手権とオリンピックを合わせて10度の優勝を成し遂げている。

## 来歴
クイーンズランド州ゴールドコーストで幼少期を過ごし、常に海が近くにある環境で育った。6歳でヨットを始め、1989年に7歳の若さでサウスポートヨットクラブで自身最初のレースに出場した。
2000年、420級の世界選手権で優勝をしたことで、シドニーオリンピックの閉会式においてオリンピック旗を掲揚前に運ぶメンバーの一人に選ばれた。この時に将来オリンピックに出る決意をした。
数年後、オーストラリアの470セーリングチームに入り、ネイサン・ウィルモットとマルコム・ペイジのチューニングパートナーになった。スキッパーとして、ベルチャーは2007年にISAFランキング1位にランクインしたが、ウィルモットとペイジが470世界選手権で優勝し、2008年北京オリンピックでオーストラリア代表に選ばれたため、ベルチャー自身はオリンピックに出場できなかった。
2012年、ベルチャーは北京オリンピックの金メダリストとなったマルコム・ページとともに、ロンドンオリンピックで470級に出場し、金メダルを獲得した。
2016年にはウィリアム・ライアンとともに、リオデジャネイロオリンピックで銀メダルを獲得した。
2020年の東京オリンピックでは、ベルチャーとライアンが470クラスで金メダルを獲得した。
2022年10月、オリンピック活動からの引退を表明し、ZhikのCEOに就任すると発表した。